# Ordine al merito per la Patria
L'ordine al merito per la Patria (in russo Орден «За заслуги перед Отечеством»?, Orden «Za zaslugi Pered Otečestvom») è un ordine cavalleresco della Federazione Russa.

## Storia
L'ordine venne istituito il 2 marzo 1994 con decreto presidenziale ma da statuto esso viene designato come decorazione di merito e non come ordine cavalleresco, anche se oggi è diffusamente riconosciuto come tale.
L'onorificenza venne pensata per ricompensare quanti si siano resi particolarmente benemeriti per servizi eccezionali relativi al rafforzamento dello stato russo, al suo sviluppo socio-economico, all'attività di ricerca, allo sviluppo della cultura e dell'arte, allo sport, al consolidamento della pace, all'amicizia ed alla cooperazione tra i popoli ed al consolidamento delle capacità di difesa del paese.
L'Ordine è stato riformato nel 2010 e ne è stato scritto un nuovo statuto che meglio definisca i criteri di assegnazione.
Anche se esso viene definito "Ordine al merito della Patria" la parola отечество in russo significa più propriamente "terra degli avi".
L'Onorificenza viene assegnata due volte all'anno, nella festa nazionale russa del 12 dicembre e nella festa della costituzione della federazione russa il 12 giugno.

## Classi
L'Ordine dispone delle seguenti classi di benemerenza secondo il riformato regolamento del 2010:
- Collare (8 membri)
- I Classe (37 membri)
- II Classe (315 membri)
- III Classe (630 membri)
- IV Classe (2900 membri)

| Medaglie | Medaglie  | Medaglie   | Medaglie  |
| -------- | --------- | ---------- | --------- |
|          |           |            |           |
| Nastri   |           |            |           |
| I Classe | II Classe | III Classe | IV Classe |

I vari gradi, se concessi a personale militare, riportano due spade incrociate come tenente al nastro.

## Insegne
L'insegna dell'ordine consisteva in:

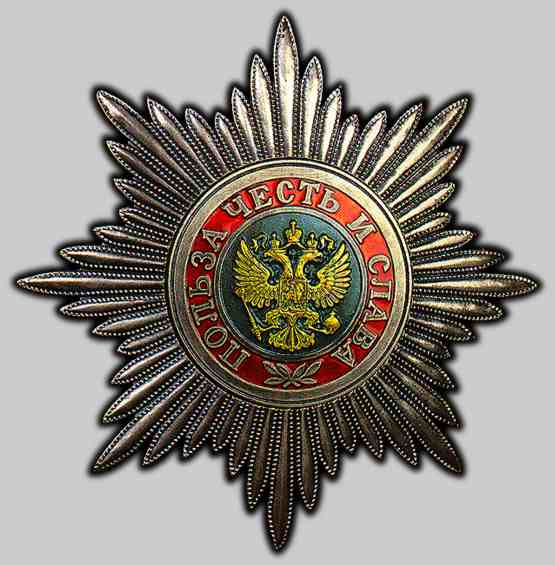
Placca dell'Ordine

- medaglia: una croce greca con le braccia leggermente decussate smaltata di rosso e bordata d'oro avente in centro un'aquila bicipite imperiale d'oro.
- stella: composta di una stella di otto punte d'argento che riporta al centro un tondo blu sul quale si trova un'aquila bicipite imperiale d'oro. Tutto attorno un anello rosso con inciso in bianco il motto dell'ordine.
- Il collare consiste in una collana d'oro e smalti con le insegne simili alla medaglia e viene solitamente indossata ex officio dal presidente della federazione russa e da un numero ristretto di insigniti. L'unico straniero ad essere stato insignito del collare di quest'onorificenza è stato è il presidente francese Jacques Chirac.
- nastro: completamente rosso.

## Insigniti notabili
- Žores Ivanovič Alfërov (* 1930), fisico
- Vasilij Ivanovič Belov (1932-2012), scrittore
- Il'ja Sergeevič Glazunov (* 1930), artista
- Oleg Emeljanovič Kutafin (1937–2008), giurista
- Nikolaj Platonovič Patrušev (* 1951)
- Majja Michajlovna Pliseckaja (* 1925), ballerina
- Ėduard Ėrgartovič Rossel' (* 1937), politico, governatore dell'oblast' di Sverdlovsk dal 1995 al 2009
- Egor Semënovič Stroev (* 1937), politico
- Viktor Stepanovič Černomyrdin (1938–2010), politico
- Zurab Lavrent'evič Sotkilava (1937–2017)

### I classe
1. Jacques Chirac, presidente della repubblica francese (23 settembre 1997)
2. Boris Nikolaevič El'cin, presidente russo (12 giugno 2001)
3. Egor Stroev, politico (5 dicembre 2001)
4. Vladimir Kotel'nikov, elettrotecnico e accademico (21 settembre 2003)
5. Alessio II (Aleksei Rüdiger), patriarca della chiesa ortodossa russa (23 febbraio 2004)
6. Leonid Kučma, presidente ucraino (20 aprile 2004)
7. Veniamin Jakovlev, giurista (31 gennaio 2005)
8. Žores Alfërov, fisico (14 marzo 2005)
9. Magomedali Magomedov, politico (15 giugno 2005)
10. Majja Pliseckaja, ballerina (20 novembre 2005)
11. Igor' Moiseev, ballerino (21 gennaio 2006)
12. Jurij Osipov, matematico (7 luglio 2006)
13. Jurij Lužkov, politico, sindaco di Mosca (21 settembre 2006)
14. Vitalij Ginzburg, fisico (4 ottobre 2006)
15. Mintimer Şäymief, politico, presidente del Tatarstan (19 gennaio 2007)
16. Boris Pokrovskij, attore teatrale (23 gennaio 2007)
17. Mstislav Rostropovič, musicista (24 febbraio 2007)
18. Oleg Kutafin, giurista (26 maggio 2007)
19. Michail Fradkov, politico (12 settembre 2007)
20. Irina Antonova, storica dell'arte, direttore del museo Puškin moscovita (6 dicembre 2007)
21. Elina Bystrickaja, attrice teatrale e di cinema (4 aprile 2008)
22. Mark Zacharov, attrice teatrale e di cinema (13 ottobre 2008)
23. Borys Paton, presidente dell'accademia ucraina (26 novembre 2008)
24. Jurij Temirkanov, dirigente (9. Dezember 2008)
25. Galina Volček, attrice teatrale e di cinema e regista (17 dicembre 2008)
26. Viktor Černomyrdin, politico e diplomatico (24 marzo 2009)
27. Ljudmila Zykina, cantante (10 giugno 2009)
28. Evgenij Čazov, medico (10 giugno 2009)
29. Evgenij Primakov, politico e diplomatico (29 ottobre 2009)
30. Aleksandra Pachmutova, compositore (9 novembre 2009)
31. Ėduard Rossel', politico, governatore dell'oblast' di Sverdlovsk (16 novembre 2009)
32. Il'ja Glazunov, artista (10 giugno 2010)
33. Murtaza Rachimov politico, presidente della Baschiria dal 1993 al 2010 (15 luglio 2010)
34. Zurab Cereteli, architetto e artista, presidente dell'accademia delle arti russa (26 luglio 2010)
35. Oleg Tabakov, regista (17 agosto 2010)
36. Marija Šarapova, tennista  (13 agosto 2012)